# Nazionalismo vallone

Bandiera della Vallonia

Il nazionalismo vallone è una corrente politica in Belgio che aspira a un maggiore autogoverno e, infine, all'indipendenza della Vallonia.
Sebbene il termine nazionalismo possa ben comprendere aspetti e descrivere atteggiamenti politici, in generale, i militanti valloni che hanno combattuto per l'autonomia della Vallonia come nel Discorso sul federalismo di Fernand Dehousse, al Congresso nazionale vallone, hanno respinto e respingono il nazionalismo. D'altra parte, i valloni più autonomi come André Renard, per esempio, hanno subordinato la lotta per la Vallonia a questioni specificamente sociali o sindacali, ma non sempre rifiutano il termine di nazione.